# Вильтруда Баварская
Принцесса Вильтруда Баварская (полное имя: Вильтруда Мария Аликс, нем. Wiltrud Marie Alix von Bayern, 10 ноября 1884, Мюнхен — 28 марта 1975, Оберстдорф, Бавария) — баварская принцесса из династии Виттельсбахов, дочь короля Баварии Людвига III и его супруги Марии Терезии Австрийской, супруга титулярного литовского короля Вильгельма Урахского.

## Биография
Вильтруда родилась 10 ноября 1884 года в Мюнхене. Она стала десятым ребёнком и шестой дочерью в семье баварского принца Людвига и его супруги Марии Терезии Австрийской.
1913 году её отец вступил на баварский престол под именем Людвига III.
В возрасте 40 лет вышла замуж за герцога Вильгельма Урахского, старше её на двадцать лет. Свадьба состоялась 26 ноября 1924 года в Мюнхене. Для жениха это был второй брак. От первого, с Амалией Баварской у него осталось восемь детей. Старшая дочь уже к тому времени вышла замуж за принца Лихтенштейна и покинула родительский дом. Собственных детей у Вильтруды и Вильгельма не было.
Герцог умер в 1928 году. Вильтруда ушла из жизни почти через полвека, 28 марта 1975 года в Оберстдорфе.